# 3 Batalion Saperów (1939)
3 batalion saperów (3 bsap) – pododdział saperów Wojska Polskiego II RP z okresu kampanii wrześniowej.
Batalion nie występował w pokojowej organizacji wojska. Został sformowany w 1939 przez 2 pułk Saperów Kaniowskich  w I rzucie mobilizacji powszechnej dla 3 Dywizji Piechoty Legionów.

## Struktura i obsada etatowa
Obsada personalna we wrześniu 1939:
Dowództwo saperów dywizji
dowódca saperów – mjr Władysław Henryk Długowski
zastępca dowódcy saperów – kpt. Edward Siemek
Dowództwo batalionu
dowódca – kpt. Władysław Tyszkiewicz
zastępca dowódcy – por. Bronisław Czerniawski
- 1 kompania saperów – por. Kazimierz Witold Leontowicz
- 2 kompania saperów – por. Zdzisław Franciszek Gajewski
- kolumna saperska – ppor. Zygmunt Wacław Tyszyński